# Paul Riant
Paul Edouard Didier Riant (Parigi, 7 agosto 1836 – Massongex, 17 dicembre 1888) è stato uno storico francese.
Studioso prevalentemente specializzato nelle crociate, Durante i suoi studi cercò spesso di confrontare e analizzare nel dettaglio le fonti primarie disponibili relative a quel periodo storico e agli Stati crociati. Egli creò e presiedette la Société de l'Orient Latin, nonché la sua rivista ufficiale, la Revue de l'Orient Latin, che continuò a pubblicare nuovi numeri fino al 1911. In qualità di storico, diede un contributo significativo allo studio delle crociate del Nord, in particolare a quelle avvenute nella regione scandinava.